# Paludícoles
Els paludícoles (Paludicola) són un grup parafilètic que inclou tots els triclàdides que habiten l'aigua dolça. A aquest grup pertany el gènere Dugesia, molt emprat en estudis de regeneració.
El grup Paludicola fou proposat per primera vegada l'any 1892 per Hallez, que en va descriure dues famílies, Planarida i Dendrocoelida. Dos anys més tard, el 1894, Hallez es referia a aquestes dues famílies com a Planaridae (no Planariidae) i Dendrocoelidae. L'any 1916 Von Graff va descriure cinc famílies de Paludicola: Curtisiidae, Planariidae, Procotylidae, Podoplanidae i Dicotylidae. L'espècie tipus de Curtisiidae, Cura foremanii, en realitat pertany a la família dels dugèsids, anteriorment inclosa dins el grup dels planàrids. Les famílies Procotylidae, Podoplanidae i Dicotylidae, representaven a triclàdides del llac Baikal que actualment s'inclouen dins la família dels dendrocèlids.